# Jean Taubenhaus
Jean (Jan) Taubenhaus (Varsòvia, 14 de desembre de 1850 – París, 14 de setembre de 1919) fou un jugador d'escacs d'origen polonès, nacionalitzat francès, actiu entre els darrers anys de la dècada dels 1870 i la I Guerra Mundial. Va anar a viure a París a partir del 1880.

## Resultats destacats en competició
Va participar en el 4t Congrés de la DSB a Hamburg 1885, on hi quedà 14è. La seva millor actuació fou al fort Torneig de Londres 1886, on empatà al 3r-4t lloc amb Isidor Gunsberg, rere Joseph Henry Blackburne i Amos Burn. En aquest torneig hi obtingué importants victòries sobre Blackburne, l'indiscutible millor jugador anglès del moment, i Gunsberg, qui disputaria el títol mundial a Steinitz pocs anys més tard. El 1886, fou 6è a Nottingham. El 1887, fou 19è a Frankfurt (5è DSB Congress). El 1888, fou 8è a Bradford. El 1889, empatà als llocs 12è-13è a Nova York (6è Congrés dels Estats Units). El 1890, fou 10è a Manchester (6è BCA Congress).
Mentre vivia a París, Taubenhaus ensenyava escacs al Café de la Régence, lloc on hi anava a jugar diàriament. El 1890, fou 2n, rere Alphonse Goetz, al Cafè. El 1892, fou 9è al Cafè. Entre 1893-95, es va estar a Amèric. L'octubre de 1893, fou 8è a Nova York. Posteriorment va jugar a Argentina i a Cuba.
El 1901, Fou 3r, rere Stanislaus Sittenfeld i Adolf Albin, al quadrangular de París. El 1902, fou 2n, rere Dawid Janowski, al quadrangular de París. El 1902, empatà al primer lloc amb Janowski a París. El 1903, empatà als llocs 10è-11è al Torneig de Montecarlo. El 1905, fou 14è a osende, i guanyà a París. El 1906, fou 7è a Oostende. El 1913/14, fou 14è a Sant Petersburg.
Taubenhaus va jugar també alguns destacats matxs. Va empatar amb Sittenfeld (París, 1891), va perdre amb Siegbert Tarrasch (Nuremberg 1891, 1892), Jacques Mieses (Glasgow, 1895), Janowski (París 1903, 1905), Miguel Angel Gelly (Buenos Aires, 1907), i Walter Romain Lovegrove (París, 1912), i guanyà contra Andrés Clemente Vázquez (L'Havana 1894/95), Adolf Albin (París, 1901) (+ 3 - 0 = 1), Benito Villegas (Buenos Aires, 1907), i Richard Teichmann (París, 1911).
Taubenhaus fou l'autor del llibre “Traité du Jeu d'Échecs," publicat el 1910.

## Mephisto
Taubenhaus fou un dels jugadors que feien funcionar la pseudo-automàtica màquina de jugar a escacs Mephisto. Mephisto fou el tercer autòmat d'escacs conegut; el va fabricar Charles Godfrey Gumpel, i a diferència dels anteriors Turc i Ajeeb, no hi havia un jugador ocult al seu interior, sinó que funcionava amb mecanismes electro-mecànics. Gumpel va passar alguns anys per fabricar la màquina, que fou mostrada en públic per primer cop el 1876 a casa seva, a Leicester Square, Londres. Fou el primer autòmat a guanyar un torneig d'escacs, el 1878. Mephisto aparegué en públic regularment durant deu anys, i tot i que el jugador que la feia funcionar habitualment, era Isidor Gunsberg, fou Taubenhaus qui el substituí quan la màquina va anar a l'Exposició de París del 1899. Després d'aquell any, fou desmantellada.

## Partides destacades
- Johann Nepomuk Berger vs Jean Taubhausen, Hamburg 1885, 4t DSB Congress, obertura Ruy Lopez, Defensa Morphy, Variant Tarrasch, C77, 0-1. Premi a la millor partida
- Jean Taubhausen vs Joseph Henry Blackburne, Londres 1886, defensa francesa, variant clàssica, C14, 1-0.
- Jean Taubenhaus vs William Pollock, Nottingham 1886, gambit de rei acceptat, gambit Allgaier, Atac Thorold, C39, 1-0.
- Jean Taubenhaus vs Dawid Janowski, París 1903, matx, obertura Ruy López, variant tancada, C87, 1/2-1/2.
- Geza Maroczy vs Jean Taubenhaus, Montecarlo 1903, R1 2/10, obertura Ruy López, variant tancada, variant Averbakh, C87, 0-1.
- Jean Taubenhaus vs Andrey Smorodsky, Sant Petersburg 1914, defensa siciliana, variant clàssica, B58, 1-0.